# Talorg mac Congus
Talorc ou Talorgan mac Congus mort en 734 rois des Scots du Kintyre.

## Origine
Talorc mac Congus est le fils de Congus mac Conamail. James E. Fraser identifie sa famille  le Cenél nGartnait avec une lignée qui prétendait être issue de la famille royale de Dalriada et de Cano mac Accidán (tué en 687) identifié à tort comme un  petit-fils du roi Áedan de Dalriada En fait le Cenél nGartnait était peut être issu d'un certain « Garthnaidh mac Accidan »  dont l'origine est inconnue et qui est mentionné par les annalistes en 649
En ce qui concerna la mère de Talorg, Marjorie Ogilvie Anderson émet par ailleurs l'hypothèse que Congus aurait épousé une sœur des rois pictes Bredei et Nechtan préalablement mère de Drest et Alpin par une première union avec Eochaid de Dal Riada .

## Règne
Selon James E. Fraser après l’éclipse de la descendance directe de Domnall Brecc consécutive au meurtre de Eochaid mac Domangairt en 697,  le Cenél nGarnait avec l’appui du roi des Pictes  Brude Mac Bili s’était établi dans le Kintyre domaine traditionnel du Cenél Gabrain.
Après le meurtre en 706 de son grand-père  Conamail mac Canu  et l’exclusion des rois Pictes issus du Cenél Comghaill comme Nechtan, le clan de  Talorg mac Congus s’oppose au prétendant Picte Oengus mac Fergus
En 731 le « fils de Congus » (i.e Talorg)  livre une bataille au « fils d’Angus » (i.e Brude) au cours de laquelle le premier est vaincu et doit s’enfuir. Quatre ans après en 735  Talorg est  livré aux Pictes par son propre frère identifié avec Cú Bretan mac Congus, et noyé rituellement par eux,
Oengus Ier laisse régner comme vassal Cú Bretan jusqu’à sa mort en 740. Ensuite après s’être débarrassé en 736 des héritiers de Ferchar Fota du Cenél Loairn,   le roi des Pictes se retourne contre le Dal Riata  où  deux fils de Fiannamail ua Dúnchada ;   Indrechtach et Conall sont vaincus à Druin Cathmail  avant d’être tués la même année à la  bataille de Forboros (741),.
Cette année marque l’écrasement « Percutio » (Martèlement) du Dal Riada qui restera sous la domination Pictes pendant une dizaine d’années.

## Sources
- (en) James E. Fraser From Caledonia to Pictland Scotland to 795 Edinburgh University Press (2009)  (ISBN 978-0-7486-1232-1) p. 204,293-295,298-299,301-302 & p. 204 Table 8.1 Cenél nGartnait ; p. 250 Table 9.3 Cenél Gabráin and Cenél nGartnait (672-706).
- (en) Alan Orr Anderson, Early Sources of Scottish History: AD 500–1286, 2 Vols, (Edinburgh, 1922), republished, Marjorie Anderson (ed.) (Stamford, 1990), Volume I (500-1058).
- (en) Marjorie Ogilvie Anderson Kings and Kingship in Early Scotland 3e réédition par John Donald Birlinn Ltd, Edinburgh (2011)  (ISBN 9781906566302)